# 점균류

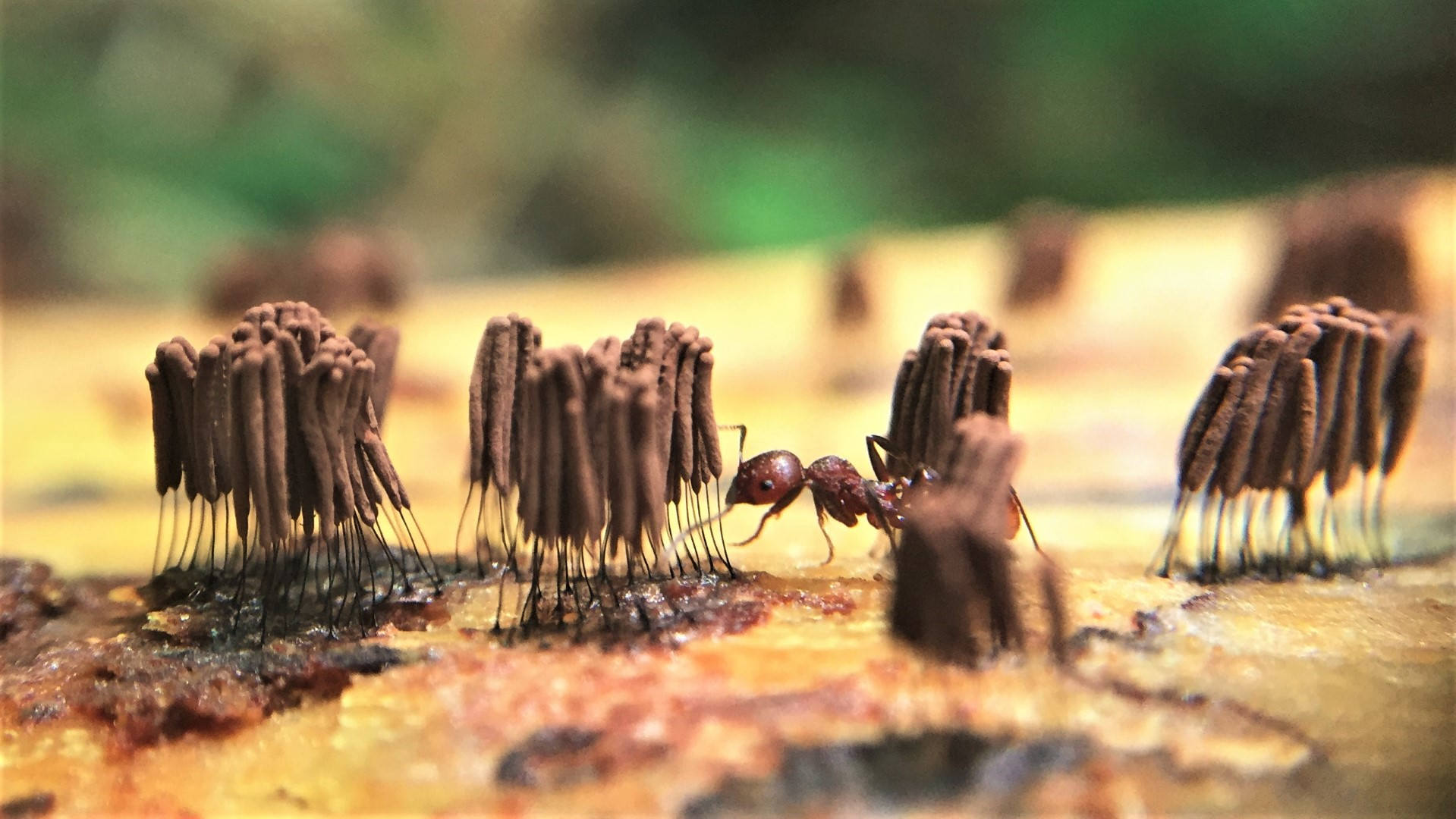
Stemonitis sp. with Ant for scale.

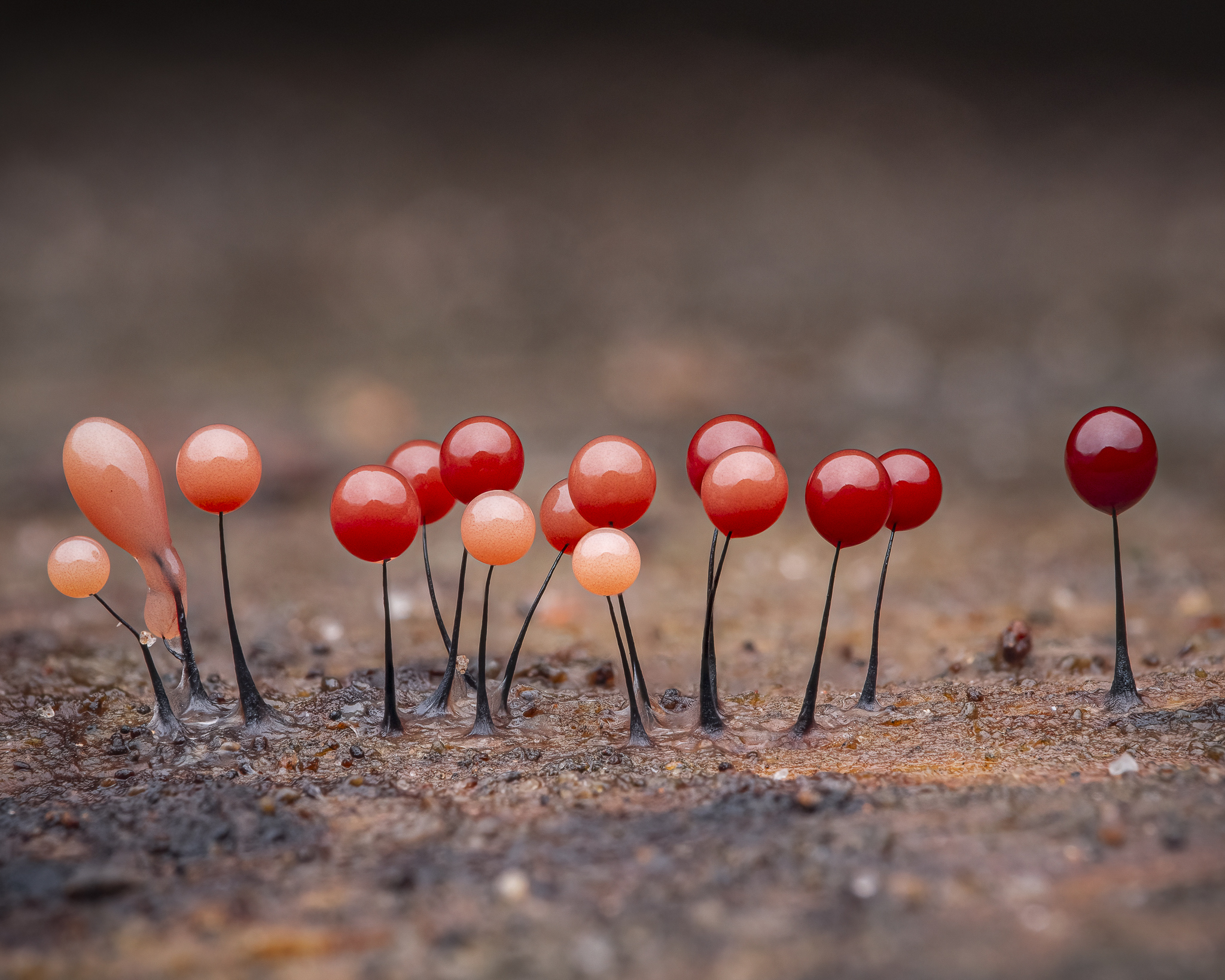
Comatricha nigra with developing fruiting bodies.

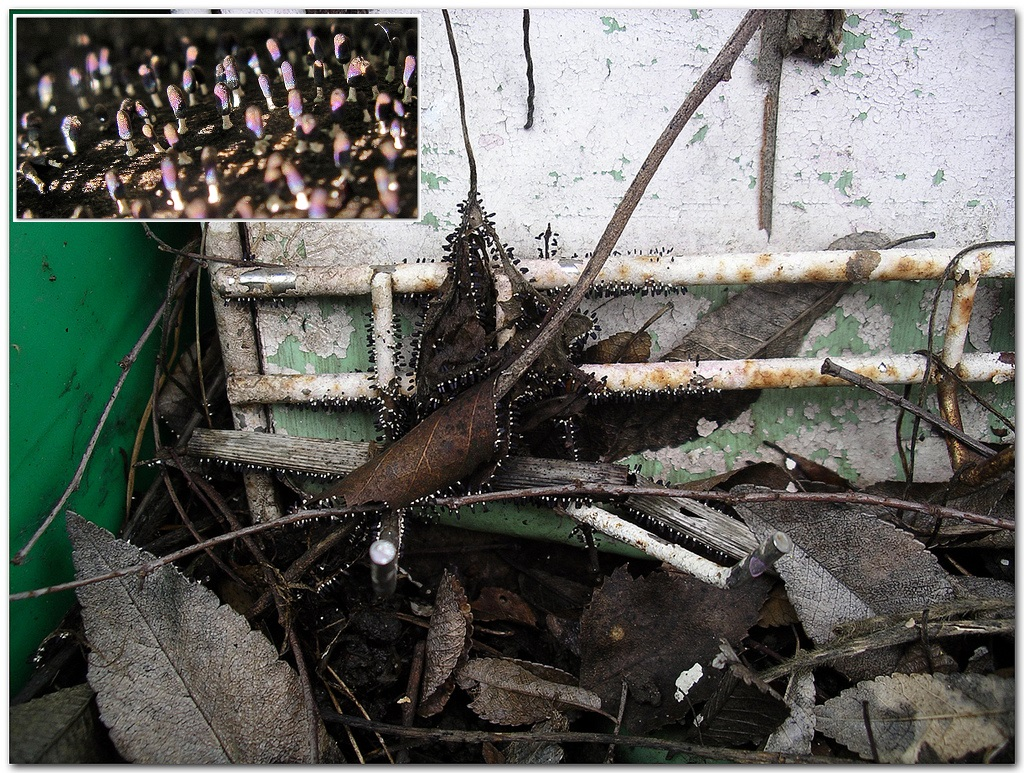
Iridescent slime mold, Diachea leucopodia. Berkeley, California.

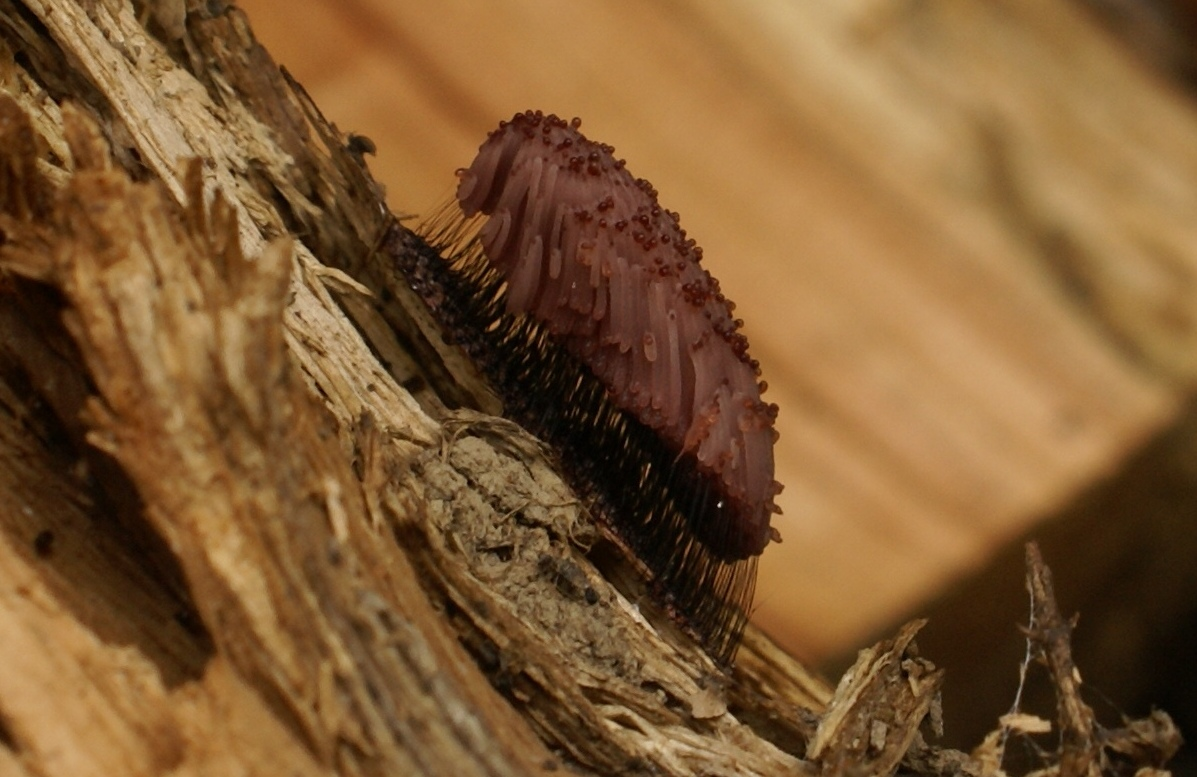
Fruiting body of Stemonitis fusca slime mold in Scotland

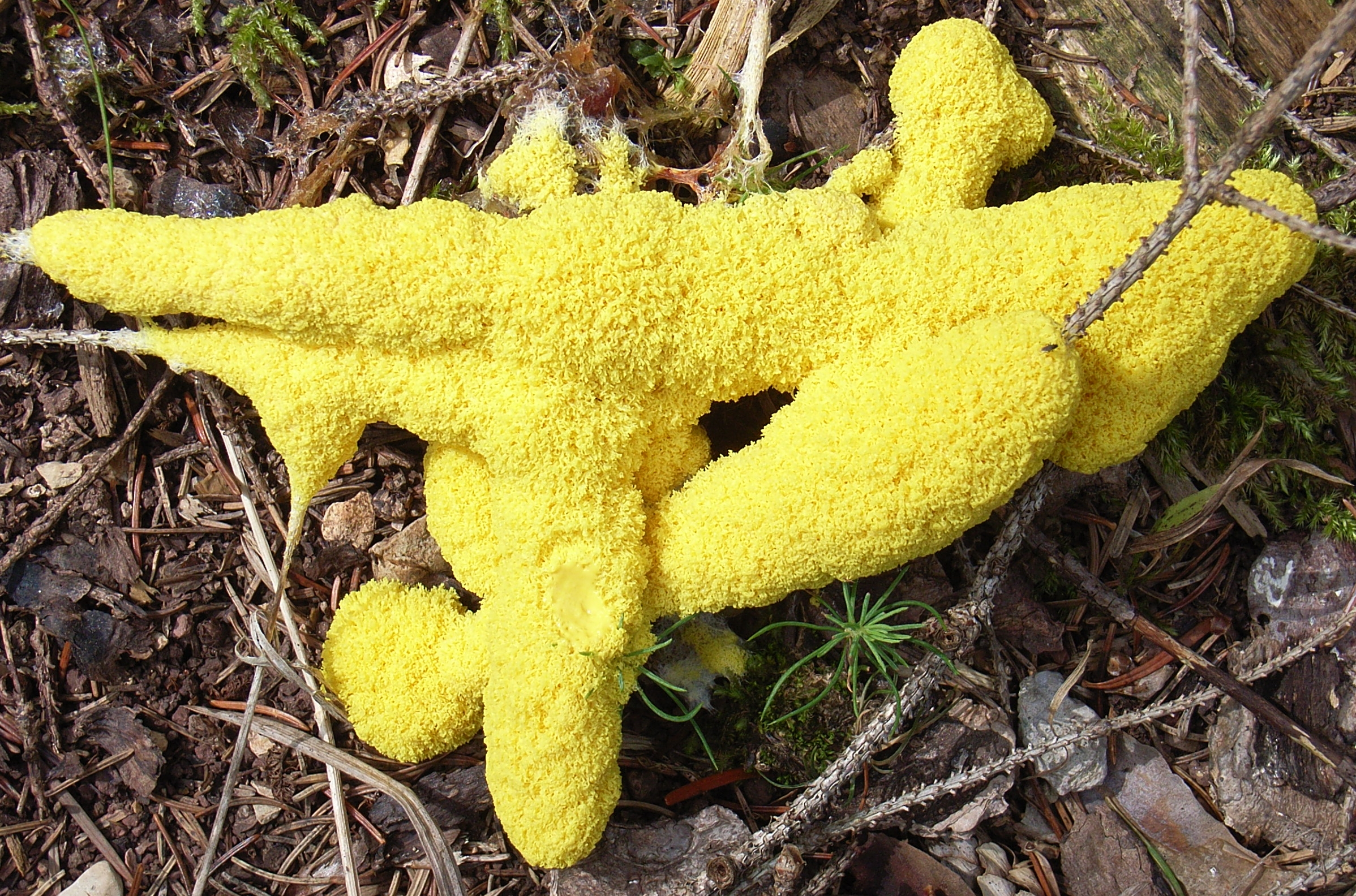
Fuligo septica, the "dog vomit" slime mold

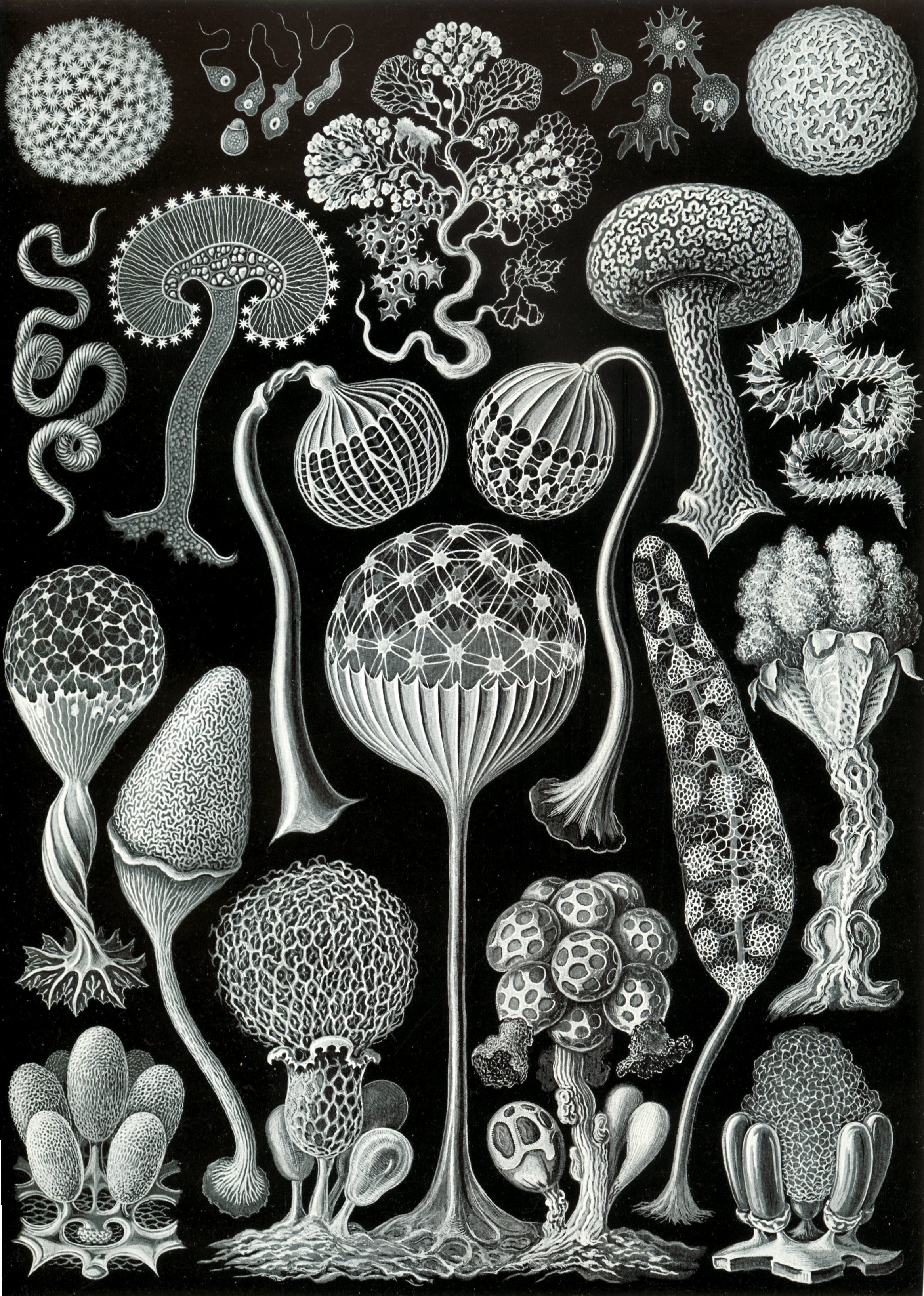
Mycetozoa from Ernst Haeckel's 1904 Kunstformen der Natur (Artforms of Nature)

점균류(粘菌類, 미국 영어: slime mold, 영국 영어: slime mould)는 아메바류에 속하는 단세포 진핵생물 분류군이다. 번식도 빠르다.

## 특징
아메바처럼 운동하는 원형질체를 갖는 이들은 세포벽이 없고, 다핵이며 유기물을 이용하여 생활한다. 이들의 몸을 '변형체'라고도 하는데, 이러한 변형체는 원형질이 유동됨에 따라서 헛발(위족)을 내밀어 운동한다. 물에 녹은 양분을 흡수하면서 생활하기도 하나, 보통 알갱이 모양의 유기물, 포자, 세균, 원생동물 등을 섭취하면서 성장한다. 또한 체내에 글리코겐을 저장하며, 엽록소는 없지만 다른 색소나 기름 방울이 있어서 적·황·백·주황색 등의 빛깔을 띠고 있다. 한편 유주자를 만드는데, 그 앞끝에는 길고 짧은 2개의 채찍볼 편모가 있다. 보통 점균류는 둥글게 생겼다. 그리고 보통 점균류는 나무에서 자란다.

## 분류
외벽이 있는 여러 가지 자실체가 생겨 포자를 만들기 때문에 식물로 다루어지게 되었다. 그러나, 생물이 진화되어온 과정과 자연 생태가 성립된 과정을 생각해 볼 때, 이러한 종래의 분류법에 구애받지 않고 동물도 식물도 아닌 균류로 보는 것이 타당하다는 지적이 있다. 일반적으로 말하는 점균류는 핵이 있고 세포벽과 엽록소가 없는 것을 편의상 한데 묶은 것으로, 넓은 뜻의 점균류라는 견해도 있다.

## 참고 자료
- 이 문서에는 다음커뮤니케이션(현 카카오)에서 GFDL 또는 CC-SA 라이선스로 배포한 글로벌 세계대백과사전의 내용을 기초로 작성된 글이 포함되어 있습니다.